# جوئل کانتونا
جوئل کانتونا (انگلیسی: Joël Cantona؛ زادهٔ ۲۶ اکتبر ۱۹۶۷) بازیکن فوتبال اهل فرانسه است.
از فیلم‌ها یا برنامه‌های تلویزیونی که وی در آن نقش داشته‌است می‌توان به استریکس و اوبلیکس: مأموریت کلئوپاترا اشاره کرد.
از باشگاه‌هایی که در آن بازی کرده‌است می‌توان به باشگاه فوتبال پیتربورو یونایتد، باشگاه فوتبال آنژه، باشگاه فوتبال المپیک مارسی، باشگاه فوتبال رن، باشگاه فوتبال استوک‌پورت کانتی، باشگاه فوتبال رویال آنتورپ، و باشگاه فوتبال اویپشت اشاره کرد.